# Audi A5
Audi A5 je coupé njemačke marke Audi i proizvodi se od 2007. godine u Audijevim tvornicama u Ingolstadtu i Neckarsulmu. Predstavio se 6. ožujka 2007. na Ženevskom autosalonu. Cijene počinju kod 281.445 Kuna za 1.8 TFSI (siječanj 2008.).
Od 2009. godine se proizvodi A5 Cabriolet i A5 Sportback.

## Motori
Benzin
| Model                     | Obujam    | Snaga           | Produkcija |
| Redni motori s 4 cilindra |           |                 |            |
| 1.8 TFSI                  | 1.798 cm³ | 125 kW (170 KS) | od 2008.   |
| 2.0 TFSI                  | 1.984 cm³ | 155 kW (211 KS) | od 2009.   |
| V6                        |           |                 |            |
| 3.2 FSI                   | 3.197 cm³ | 195 kW (265 KS) | od 2007.   |

Diesel
| Model                    | Obujam    | Snaga           | Produkcija |
| Redni motor s 4 cilindra |           |                 |            |
| 2.0 TDI                  | 1.968 cm³ | 125 kW (170 KS) | od 2007.   |
| V6                       |           |                 |            |
| 2.7 TDI                  | 2698 cm³  | 140 kW (190 KS) | od 2007.   |
| 3.0 TDI                  | 2967 cm³  | 176 kW (240 KS) | od 2007.   |

- Audi A5 Cabriolet
- Audi A5 Cabriolet
- Audi A5 Sportback

## Verzije
- Audi S5
- Audi RS5

## Vanjske poveznice
- Audi Hrvatska  Arhivirana inačica izvorne stranice od 5. veljače 2008. (Wayback Machine)